# Сказки у костра (фильм, 1991)
«Сказки у костра» (англ. Campfire Tales) — американский фильм-антология ужасов 1991 года, снятый режиссёрами Уильямом Куком и Полом Тэлботом. Фильм состоит из четырёх коротких сюжетов, рассказанных подросткам у костра.  Рассказчиком историй является легенда ужасов Гуннар Хансен. В фильме также использовались многие элементы из известных историй ужасов и работ режиссёров (в частности, Лучо Фульчи).

## Сюжет
Трое мальчиков, отдыхающих у костра в ночном лесу, готовятся к ночёвке. Мальчиков встревожило появление бородатого незнакомца, которого они принимают за бродягу. Незнакомец просит погреться у костра, а взамен начинает рассказывать подросткам страшные истории.
Первая история рассказывает о молодой паре, возвращающейся домой после того, как они услышали по радио, что из психиатрической клиники сбежал убийца с крюком. Оказавшись дома, девушка находит своих родителей обезглавленными. Крюк убивает и обезглавливает парня девушки. Девушка бежит за помощью к своему парню и видит, что он тоже стал жертвой крюка. Убийца с крюком начинает преследовать девушку. Девушка, отчаянно сопротивляясь, вырывает крюк из руки убийцы и убивает маньяка его же собственным оружием.
Вторая история рассказывает о двух наркоманах, которые искали марихуану. Наркоманы покупают большую партию курительной смеси у странного наркоторговца и едут домой для того, чтобы её выкурить. На утро друзья просыпаются болезненными и разлагающимися. Они возвращаются в дом наркоторговца за новой дозой курительной смеси и замечают, что у заболевшего мужчины те же симптомы. Не придав этому никакого значения, они возвращаются домой, чтобы снова себя побаловать. На утро они выглядят ещё более ужасными, чем раньше. Наркоманы снова идут к наркоторговцу и обнаруживают, что в доме никого нет. В доме они находят много курительной смеси и забирают её с собой. Наркоманы снова балуют себя. Они начинают разваливаться и в итоге превращаются в слизь.
Третья история рассказывает о жадном и эгоистичном молодом мужчине, который под Рождество возвращается домой к своей матери. Мужчина убивает её из-за наследства, сталкивая с лестницы, ведущей в подвал. После этого он приходит в дом своего брата. Брат просит его присмотреть за детьми, пока они с женой будут отсутствовать. Дети рассказывают ему о злом Санта-Клаусе, известном как «Сатана Клаус», который приходит и наказывает тех, кто совершает злые поступки в течение всего года. Дождавшись супругов, мужчина возвращается в дом своей матери и обдумывает, что он будет говорить брату и полиции о случившемся. В доме на него нападает «Сатана Клаус», который вырывает его сердце.
Четвёртая и заключительная история рассказывает о пирате, потерпевшем кораблекрушение и оказавшемся на пустынном острове. Кроме него на острове находился юнга и чернокожий человек, живший в хижине, который рассказал пирату о закопанных на острове сокровищах, охранявшихся зомби-пиратами. Пират убивает чернокожего человека и, игнорируя его предупреждения, находит сокровища. После этого он подвергается нападению группы зомби-пиратов. Отчаянно сопротивляющегося пирата зомби начинают преследовать по всему острову. В итоге они настигают и убивают его. Юнга, обманув пирата и зомби, уплывает с сокровищами на плоту.
Услышав четыре страшные истории, подростки ложатся спать. Рассказчик снимает искусственную кисть со своей правой руки и вставляет в неё крюк.

## В ролях
| Фрагменты у костра - Гуннар Хансен — Ральф - Робин Робертс — Джейсон - Трес Холтон — Билли - Кортни Баллард — Дэнни Крюк - Лора Поделл — Сьюзен - Х. Рэй Йорк — «Крюк» - Джонни Тэмблин — Джим Перерасход - Джефф Джордан — Крис - Дэвид Эйвин — Ларри - Кевин Дрейн — Мартин - Майкл Р. Смит — Фрэнк - Тэррилл Дуглас — наркоман - Боб Гонсалес — наркоман - Уолтер Кауфманн — наркоман | Испуг перед Рождеством - Пол Кауфманн — Стив - Барбара Джексон — мать - Уолтер Кауфманн — Джо - Лори Тейт — Шерил - Джош Крейг — Чаки - Сара Крейг — Сьюзи - Майкл Р. Смит — «Сатана Клаус» Череп и скрещенные кости - Лоуренс Э. Кэмпбелл — пират - Гарольд Одом — чернокожий человек - Уильям Кук — юнга - Ф. Дуглас Гор — зомби - Эрик Джон Литра — зомби - Дэн Роджерс — зомби - Трейси Хаггинс— зомби - Майкл Р. Смит — зомби |

## Критика
Brian W. Collins написал ревью на картину.